# Hieracium arctomurmanicum
Hieracium arctomurmanicum es una especie de planta con flor del género Hieracium, de la familia Asteraceae, orden Asterales.

## Distribución
Hieracium arctomurmanicum se distribuye por Rusia europea.

## Taxonomía
Fue descrita científicamente por Schljakov. Fue publicada en Fl. Murmansk. Obl. 5: 408, 458 (1966).